# Declaración de Cracovia
La Declaración de Cracovia por una iniciativa de la U.E. sobre eficiencia energética en la industria fue emitida por los expertos reunidos en la 21ª Conferencia Internacional sobre eficiencia, costos, optimización, simulación e impacto ambiental de los sistemas de energía (ECOS '08) celebrada en Cracovia (Polonia) en junio de 2008.).

## Antecedentes
Durante el desarrollo de las sesiones fue constatado:
1. Pese a que las industrias de proceso en la U.E.-27 representan el 28% del consumo energético, su mejora en eficiencia energética ha disminuido considerablemente desde 2001.
2. Por el contrario, han aparecido tipos de técnicas y equipos de energía muchos más eficientes pero no se implementan con la rapidez necesaria para contibuir a los objetivos 20/20/20.
3. Los actuales objetivos de eficiencia energética y políticas dentro de la UE y los Estados miembros no son valientes y están lejos de las eficiencias que, acorde con los principios de la termodinámica, podrían lograr estas indusprias.

Los expertos definen varias razones para la falta de progreso, como la heterogeneidad de las industrias, la gran variedad de materias primas y la plétora de nuevas técnicas y equipos que dificultan la identificación de necesidades comunes y capacidades para mejorar. El grupo de expertos confirmó que han desarrollado la ciencia y el conocimiento para proporcionar las eficientes tecnologías de energía necesarias; sin embargo, este conocimiento necesita difusión y aplicación para lograr el objetivo estratégico de la U.E. 20/20/20

## Declaración
El grupo de ECOS constata que aunque ha sido desarrollado una cantidad significativa del conocimiento básico para proporcionar las tecnologías de eficiencia energética y el correspondiente equipamiento necesario, todavía existen posibilidades de avance en investigación, desarrollo y aplicaciones para mejorar la eficiencia energética en los procesos industriales.
El desarrollo de un alto nivel de eficiencia energética en la industria puede ser acelerado a través de cuatro objetivos, los «cuatro Pro»:
1. Procesos y Sistemas (Análisis): Actividades identificadas como prioritarias para incrementar la eficiencia energética.
2. Productos (de los fabricantes de equipos): Deben estar derivados de técnicas avanzadas, con el claro objetivo de mejorar la eficiencia energética por unidad de producción.
3. Procedimientos: Son necesarios sistemas normalizados para la precisa contabilidad energética y de las emisiones de CO2, así como el desarrollo de empresas de auditoría e instrumentación para regulación y control.
4. Promoción: Existe una urgente necesidad de difundir información sobre técnicas de eficiencia energética y los ahorros logrados, así como estrategias para la transferencia de conocimientos.

La única forma de alcanzar los más altos niveles de eficiencia energética será mediante la consideración integral del sistema productivo, no solo como un conjunto en sí mismo, sino también como una parte orgánico del entorno formado por otras industrias y negocios, sectores doméstico, público y medioambiente, intercambiando materia y energía entre ellos.
La implantación a nivel europeo requiere la promoción y desarrollo de una comunidad de profesionales en eficiencia energética: científicos, ingenieros, suministradores, empresarios, gobiernos, Comisión Europea y las ONG que compartan una visión de alcanzar los siguientes objetivos:
- Promover cooperación y eficiencia energética industrial en forma horizontal.
- Establecer un programa tecnológico sobre investigación, desarrollo e implantación
- Aconsejar acerca del desarrollo de innovación e hitos en energía y su eficiencia.
- Fortalecer la capacidad de atraer el apoyo de nuevos Estados miembros
- Optimizar las subvenciones y recursos existentes
- Colaborar en la imparcial divulgación de información sobre

técnicas de eficiencia y ahorro energético especialmente a PYMES con simultáneo fortalecimiento de la transferencia de tecnología.
Como una prioridad, la comunidad de eficiencia energética debe constituirse como una rentable red de contactos entre las partes interesadas y potenciales colaboradores.
Para conseguir y sustentar el desarrollo de la eficiencia energética en la industria, es necesario clarificar la política energética de la U.E. y desarrollarla para su integración en:
- Otras políticas, tales como:; políticas en otros sectores, innovación, agua, residuos, planificación y desarrollo espacial.
- Las iniciativas de los Pases Miembros o las basadas en los mercados que proporcionen un claro y fuerte liderato de la U.E. en legislación (tal como objetivos vinculantes), vigilancia y control, financiación (por la Comisión Europea o el Banco Europeo de Inversiones) e investigación y desarrollo a través de proyectos piloto y demostración.

Por tanto, el grupo ECOS propone estas medidas e invita a toda persona o parte interesada a unirse firmando la presente declaración.